# Le sorelle Macaluso
Pour plus de détails, voir Fiche technique et Distribution.
Le sorelle Macaluso est un film italien réalisé par Emma Dante, sorti en 2020. Il est tiré de sa pièce de théâtre homonyme publiée en 2014.
Il est présenté à la Mostra de Venise 2020,,.

## Synopsis
L'enfance, l'âge adulte et la vieillesse des cinq sœurs Maria, Pinuccia, Lia, Katia et Antonella Macaluso nées et élevées dans un appartement au dernier étage d'un immeuble de la banlieue de Palerme, où elles vivent seules sans leurs parents. Une maison qui porte les signes du temps qui passe et conserve les souvenirs de chacune d'elles. L'histoire de cinq femmes, d'une famille, de ceux qui partent, de ceux qui restent et de ceux qui résistent. Ce sont des vies précaires, mais pleines de rêves et d'aspirations. Bien qu'elles soient très proches, la mort soudaine de l'une d'entre elles, alors qu'elle était enfant, modifie l'équilibre des relations. Vivre ensemble et partager la maison contribue grandement à l'évolution de leur personnalité.

## Fiche technique
- Titre français : Le sorelle Macaluso
- Réalisation : Emma Dante
- Scénario : Emma Dante, Giorgio Vasta et Elena Stancanelli
- Pays d'origine : Italie
- Format : Couleurs - 35 mm
- Genre : drame
- Durée : 94 minutes
- Dates de sortie :
  - Italie : 9 septembre 2020 (Mostra de Venise 2020), 10 septembre 2020 (sortie nationale)

## Distribution
- Viola Pusateri : Antonella
- Eleonora De Luca : Maria enfant
- Simona Malato : Maria adulte
- Susanna Piraino : Lia enfant
- Serena Barone : Lia adulte
- Maria Rosaria Alati : Lia âgée
- Anita Pomario : Pinuccia enfant
- Donatella Finocchiaro : Pinuccia adulte
- Ileana Rigano : Pinuccia âgée
- Alissa Maria Orlando : Katia enfant
- Laura Giordani : Katia adulte
- Rosalba Bologna : Katia âgée

## Distinction

### Sélection
- Mostra de Venise 2020 : sélection en compétition